# تاريخ الطوابع البريدية والبريد في السلطة الوطنية الفلسطينية

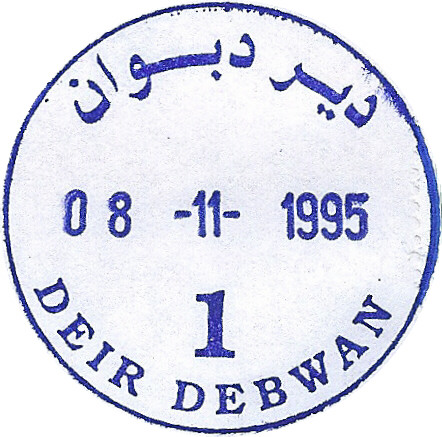
ختم بريدي للسلطة الفلسطينية – ختم مطاطي لمكتب بريد افتُتح خلال تنفيذ اتفاقيات أوسلو ب

بدأت السلطة الوطنية الفلسطينية في عام 1994 في إصدار الطوابع وتشغيل الخدمات البريدية بموجب اتفاقيات أوسلو.

## الخدمة البريدية
ابتداءً من 1994-1995، أنشأت السلطة الوطنية الفلسطينية مكاتب بريد في جميع أنحاء الأراضي الفلسطينية، ووضعت علامات بريدية فريدة خاصة بها  وأصدرت طوابع بريدية، وفي العقد الأول لتأسيسها، توسعت المكاتب البريدية من 49 إلى 82 مكتبًا بريديًا (1994-2004). وتوفر مجموعة من الخدمات البريدية وأصدرت أولى كتيبات الطوابع في عام 2000.
في عام 1999، أتفقت السلطة الوطنية الفلسطينية وإسرائيل على إمكانية إرسال البريد الموجه إلى مصر والأردن مباشرةً. وكانت السلطة الفلسطينية قد قالت سابقًا أن إسرائيل خرقت اتفاقاتها المتعلقة بالخدمات البريدية بعرقلة البريد الموجه إلى مصر والأردن. وعندما يتعذر تسليم البريد الموجه إلى الدول العربية، يتم وضع طابع "لا توجد خدمة" عليه لأنه لا يمكن إعادته، ويعود سبب عدم الإعادة إلى السياسة الإسرائيلية ومقاطعة العرب. وفي بعض الأحيان تصدر وزارة الاتصالات وتكنولوجيا المعلومات الفلسطينية تقريرًا نقديًا عن الخدمات البريدية في المناطق الخاضعة للسيطرة الإسرائيلية. وفي عام 2002 قال وزير البريد والاتصالات الفلسطيني عماد الفالوجي أن إسرائيل قد دمرت مكاتب البريد في غزة.
قبل عام 2021، لم يكن للسلطة الوطنية الفلسطينية أية رموز بريدية أو قواعد عنونة من شأنها أن تساعد على تحسين خدمات التسليم وتوفيرها بشكل أكثر تمكينًا. بدأ مشروع لتطوير مثل هذا النظام في عام 2010، حيث تم نشر رموزٍ أولية وخريطة في يناير 2011. وفي فبراير 2021 أعلنت السلطة الفلسطينية تطبيق رموز بريدية خاصة بها، مشيرة إلى أن البعائث البريدية التي لا تحمل رمزًا بريديًا لن يتم معالجتها بعد نهاية أبريل، وجاءت هذه الخطوة جزئيًا بهدف تأكيد السيادة الفلسطينية، ولكن البريد في فلسطين لا يزال يخضع للاحتجاز والحصار وذلك عند مروره من خلال الأردن و/أو إسرائيل قبل التسليم. تبدأ رموز البريد الفلسطينية بالحرف الأول 'P'، تتبعها ثلاثة أرقام تمثل المحافظة والقطاع البريدي والمنطقة على التوالي. ويمكن إضافة أربعة أحرف إلى رمز البريد للإشارة إلى نقطة التسليم النهائية.

## الاعتراف بالهيئة البريدية للسلطة الوطنية الفلسطينية
تعمل السلطة الوطنية الفلسطينية على إدارة العمليات البريدية وإصدار الطوابع والأدوات البريدية، وتحديد التعرفة، وفقًا للاتفاقيات الموقّعة بين إسرائيل والسلطة الوطنية الفلسطينية عقب اتفاقيات أوسلو، وتنظم الاتفاقيات بشكل خاص العبارات التي يمكن استخدامها في الطوابع المصدرة، محددة أنها "تتضمن فقط عبارات 'المجلس الفلسطيني' أو 'السلطة الفلسطينية'".
استخدمت الطوابع الأولى للسلطة الوطنية الفلسطينية التي طبعتها الطابعة الألمانية الحكومية (بالألمانية: Bundesdruckerei Berlin)، باستخدام عملة الميلس (وهي العملة التي كانت تستخدم في الانتداب البريطاني على فلسطين بين عامي 1927 و1948). واعترضت إسرائيل على هذه المسألة، واضطرت جميع الطوابع المُصدرة في عام 1994 للتخلص من الطباعة الأولية واستخدام الفلس (الجزء الواحد من ألف دينار أردني)، وقد كشفت صحيفة فلسطينية، وهي "The Jerusalem Times"، قصة الخطأ الذي وقع في استخدام العملة الميلس في الطوابع.
وفقًا لوزير البريد والاتصالات الفلسطيني فلم يعترف بطوابع السلطة الوطنية الفلسطينية في البداية سوى الدول العربية فقط.
وافقت إسرائيل على الطوابع البريدية الخاصة بسلطة الأراضي الفلسطينية، بعد نزاعات حول تسمية العملة، في نوفمبر 1995. ويُقال إن خدمة البريد المباشر مع الأردن استؤنفت في عام 2007. وتتم عمليات التسليم بين السلطة الفلسطينية والبلدان الأجنبية من خلال اتفاقيات تجارية مع مصر وإسرائيل والأردن. وعموماً، لا يعترف الاتحاد البريدي العالمي وبلدانه الأعضاء بالطوابع التي تصدرها الكيانات التي لم تحقق الاستقلال الكامل، مثل الأراضي التي يسيطر عليها سلطة الأراضي الفلسطينية في قطاع غزة والضفة الغربية.
وفي الواقع، ينص الاتفاق بين السلطة وإسرائيل (المادة 29) على أن عدم عضوية السلطة في الاتحاد البريدي العالمي لن يتغير، ولن تسعى السلطة لتغيير وضعها. ومع ذلك فقد أصبح واضحًا أن الطوابع التي تصدرها السلطة تستخدم للأنشطة البريدية داخل فلسطين وللاتصالات البريدية الدولية. ووفقًا لصحيفة نيويورك تايمز، فإن شكوك مجموعي الطوابع تم تفريغها بعد إدراج السلطة في كتالوجات هواة جمع الطوابع.

### الوضع بعد عام 2009
نظرًا للانقسام السياسي بين الضفة الغربية المسيطرة من قبل "حركة فتح"، وقطاع غزة المسيطر عليه من قبل "حركة حماس" في عام 2009، فإن هناك اثنتان من الإدارات البريدية المنفصلة: وزارة الاتصالات وتكنولوجيا المعلومات في غزة، والبريد الفلسطيني التابع لوزارة الاتصالات وتكنولوجيا المعلومات الفلسطينية في رام الله/ البيرة. وكلاهما يصدر طوابع لمناطقهما الخاصة،  على الرغم من أن الطوابع التي تصدرها هيئة البريد الوطنية في الضفة الغربية صالحة للاستخدام الدولي.

## إصدار طوابع بريدية
بدأت شركة سكوت للنشر في إدراج الطوابع الصادرة عن السلطة الفلسطينية في فهرستها للطوابع العالمية في عام 1999. وكانت القائمة الأولية لـ 77 طابعًا صدرت بين عامي 1994 ويوليو 1997 وظهرت في العدد الصادر في يوليو من مجلة "سكوت ستامب مونثلي"، وهي مجلة الشركة للمجمعين.
في عام 1994 ظهرت طوابع السلطة الوطنية الفلسطينية التي تضمنت علم فلسطين ومشاهد معمارية، بالإضافة إلى ورقة بريدية تذكارية صدرت احتفالاً باتفاق غزة أريحا. وصدرت أيضاً سلسلة من ستة طوابع بريدية رسمية، وفي عام 1995 أُعيدت طباعة التصاميم التي صدرت في عام 1994 تحت ضغط من إسرائيل، مع طباعة الفلس الفلسطيني كعملة.
كرمت طوابع السلطة الوطنية الفلسطينية عدد من الشخصيات، ومن بينهم: ياسر عرفات في عام 1996، والبابا يوحنا بولس الثاني خلال زيارته لفلسطين في نفس العام، والسياسي الألماني هانز-يورغن فيشنيفسكي في عام 1997، والأم تريزا في نفس العام، والرئيس الأمريكي بيل كلينتون أثناء توقيعه لاتفاقية واي ريفر في عام 1998، والرئيس الفرنسي جاك شيراك، والفنان إبراهيم حازمية، حيث ظهرت أربعة من أعماله على ورقة بريدية تذكارية صدرت في عام 2001.
خلدت السلطة الوطنية الفلسطينية ذكرى تأسيس جامعة الدول العربية من خلال إصدار ورقة بريدية تذكارية، كما خلدت بعض المعارض البريدية بصور لمناظر طبيعية على ورق الحاشية، والاحتفاء بأحداث مثل دورة الألعاب الأولمبية في أتلانتا عام 1996 من خلال سلسلة من الطوابع البريدية وورقة بريدية تذكارية، وعودة هونغ كونغ إلى الصين في عام 1997، وأول انتخابات في السلطة الوطنية الفلسطينية من خلال ورقة بريدية تذكارية صدرت في عام 1996، وافتتاح مطار غزة، وانضمام السلطة الوطنية الفلسطينية إلى الأمم المتحدة في عام 1998. كما أصدرت السلطة الوطنية الفلسطينية ثلاثة طوابع بريدية تضمنت صوراً من طوابع الانتداب البريطاني على فلسطين.
تصدر السلطة الوطنية الفلسطينية أيضًا طوابع بريدية سنوية بمناسبة عيد الميلاد، مثل سلسلة من المشاهد الخاصة بمناسبة ميلاد المسيح على ورقة بريدية تذكارية صادرة في عام 1996.
تتضمن الأشكال التي يتم اختيارها للطوابع الفلسطينية العديد من الموضوعات، من بينها سلسلتان من الزي التقليدي الفلسطيني (عامي 1997 و 2002)، والنباتات المحلية (عام 1996)، والطيور، والصور الفوتوغرافية لمدن غزة والخليل في القرن التاسع عشر، وإله الكنعانيين بعل، والفسيفساء في العصر البيزنطي، والفراشات، والخيول، وحكايات ألف ليلة وليلة، والمنطاد أل زد 127 غراف زبلن، والصبار (عام 2003)، والجامعات الفلسطينية، والفنون الشعبية (عام 2003). وجنبًا إلى جنب مع الموضوعات الطبيعية، تم إصدار طوابع بالتعاون مع صندوق الحياة البرية العالمي في عام 2001.
لم تصدر السلطة الوطنية الفلسطينية طوابع بريدية جديدة في عام 2004 أو 2007، وفي عام 2008 أطلقت مجموعة طوابع تخليدًا لذكرى الشاعر الراحل محمود درويش.

### التزوير
تم بيع عدد من الطوابع المزورة في موقع إيباي، وتتضمن هذه الطوابع المزيفة طوابع عن المشاهير مثل لاعبي الشطرنج غاري كاسباروف، وأناتولي كاربوف،  والبابا يوحنا بولس الثاني.

### مكاتب الطوابع
في الأصل كانت جميع الخدمات البريدية الفلسطينية متاحة في مكتب البريد الرئيسي في مدينة غزة، ولكن منذ الانقسام السياسي بين الضفة الغربية التي تسيطر عليها حركة فتح وقطاع غزة الذي تسيطر عليه حركة حماس في عام 2009، هناك مكتبان يبيعان الطوابع وغيرها من الخدمات البريدية للمجموعات المختلفة في كل منطقة:
- وزارة الاتصالات وتكنولوجيا المعلومات (قطاع غزة): المكتب البريدي العام، عمر المختار، مدينة غزة.[21]
- بريد فلسطين (الضفة الغربية): مكتب بريد البيرة.[1]

## روابط خارجية
- مقدمة قصيرة للطوابع من فلسطين
- الشحن والبريد السري أثناء الاحتلال الإسرائيلي
- قائمة الرمز البريدي فلسطين